# Río Játar
El río Játar es un curso de agua del interior de la península ibérica, afluente del Cacín. Discurre por la provincia española de Granada.

## Descripción
Discurre por la provincia de Granada y tiene su origen en la sierra de Játar. Hoy día, el río termina desembocando en el embalse de los Bermejales, en el río Cacín, tras pasar junto a la localidad de Arenas del Rey. Aparece redirigido en el noveno volumen del Diccionario geográfico-estadístico-histórico de España y sus posesiones de Ultramar de Pascual Madoz de la siguiente manera:

JATAR: r. (V. el art. del part. jud. de Alhama, prov. de Granada.)
(Madoz, 1847, p. 597)

En el artículo del partido judicial de Alhama se lo describe de la siguiente manera:

El de Jatar principia en la sierra del mismo nombre, da impulso á dos molinos de aceite y dos harineros, fertiliza las tierras de Jatar, una parte de las de Arenas, en cuyas inmediaciones mueve otros dos molinos harineros, tiene un puente de arco de piedra labrada, en el camino que va de Arena á Alhama, riega algunos terrenos colindantes, y sigue su curso hasta la Torrecilla, donse de agrega a los anteriores.
(Madoz, 1845, p. 591)

El río pertenece a la cuenca hidrográfica del Guadalquivir y sus aguas acaban vertidas en el océano Atlántico. 